# Визија
Визија је македонски рок бенд основан новембра 2011. године у Скопљу, Северна Македонија. 
Бенд чине 4 члана: Марко Џамбазоски (водећа гитара и пратећи вокал), Марко Гапо (водећи вокал и ритам гитара), Лилјана Јанкова (Бас гитара и пратећи вокал) и Синиша Ђорђевић (бубњеви). Први велики наступ Визија је имала на фудбалском стадиону у Кавадарцима, посвећеног прерано преминулој македонској рок легенди Трајка Карова, а Визија успела да буде награђена. Након више наступа у Скопљу, где треба издвојити концерт у оквиру престижног "Таксират", Визија први пут наступа ван Македоније, 1. јуна 2013 на "Складиште Фест" у Србији, Крушчић, а неколико дана касније поново, на сада Другом издању "Т`к так", али овога пута у ревијалној вечери, као већ реномирани бенд. 
Један од највећих успеха, свакако, је одлука жирија 47. Зајечарске гитаријаде да у конкуренцији од више од 200 бендова из земаља из региона, Визија буде увршћена као једна од 12 група које су наступиле у августу 2013 године. Визија је била једини бенд из Северне Македоније који је свирао у Зајечару, а наступ је пратило више од 30.000 рок - заљубљеника.

## Чланови
- Марко Џамбазоски (водећа гитара и пратећи вокал)
- Марко Гапо (водећи вокал и ритам гитара)
- Лилјана Јанкова (Бас гитара и пратећи вокал)
- Синиша Ђорђевић (бубњеви)

## Дискографија

### Песме
- "Гласот на мојата душа"[5]
- "Паѓа Мрак"[6]
- "Психопат"[7]
- "Илузија"[8]
- "Живеј"